# Głęboka (obwód lwowski)
Głęboka (ukr. Глибока, Hłyboka) – wieś w rejonie samborskim (wcześniej w rejonie starosamborskim) obwodu lwowskiego Ukrainy. Wieś liczy około 198 mieszkańców. Podlega skeliwskiej silskiej radzie.
Wieś szlachecka Glemboka, własność Herburtów, położona była w 1589 roku w ziemi przemyskiej województwa ruskiego.
W 1921 r. liczyła około 573 mieszkańców. Znajdowała się w powiecie samborskim.